# El Moufid
Pour plus de détails, voir Fiche technique et Distribution.
El Moufid (المفيد) est un film algérien réalisé par Amar Laskri, sorti en 1978, avec Rouiched, Abdelhalim Rais et Mohamed Chouikh dans les rôles principaux.

## Synopsis
Le film s'interroge sur les conséquences de la Révolution agraire et de la politique de l'Autogestion des entreprises en Algérie à travers l'expérience d'une équipe de journalistes, envoyée dans une zone rurale pour réaliser un reportage documentaire et qui est confrontée aux problèmes quotidiens des villageois.

## Fiche technique
- Titre : El Moufid... nous vaincrons
- Titre original : المفيد... سننتصر
- Réalisation : Amar Laskri
- Scénario : Mustapha Toumi et Amar Laskri
- Directeur de la photographie : Daho Boukerche
- Chef monteur : Rabah Dabouz
- Son : Nadir Bahfir & Mohamed Boukhedimi
- Chef décorateur : Redouane Chérif
- Musique : Abdelouahab Salim
- Production : ONCIC
- Pays d'origine : Algérie
- Langue : arabe
- Format : couleur, stéréo
- Genre :
- Durée : 165 minutes
- Date de sortie : 1978

## Distribution
- Rouiched : El Menfi
- Abdelhalim Rais : El Hadj Boukermouda
- Mohamed Chouikh: Madani
- Mohamed Nacef : Nems
- Naïma Zouiouèche : Rachida
- Houria : Fatiha, fille de Boukermouda
- Lakhdar Belhadj :
- Benyoucef Hattab :